# Amatitlán (Guatemala)
La ciudad de Amatitlán actualmente se ubica dentro de las 20 ciudades más importantes de Guatemala, forma parte de la Mancomunidad Gran Ciudad del Sur y se localiza a 27 kilómetros al sur de la Ciudad de Guatemala y a 12 kilómetros de Villa Nueva con una altitud de aproximadamente 1188 metros sobre el nivel del mar. Cuenta con varias de vías de acceso, la principal de ellas, es la carretera CA-9 o autopista al Pacífico, que conecta con la Ciudad de Guatemala y con los municipios vecinos como Villa Nueva, Villa Canales, San Miguel Petapa, Mixco, San Vicente Pacaya, Palín y Escuintla.
En el censo realizado en el año 2018 se estableció que la población de Amatitlán era de 144.305 habitantes para ese año. Y según las proyecciones para 2022 habrían 152.296 habitantes dentro del municipio.
Por Decreto Legislativo del 28 de agosto de 1835, Amatitlán tiene la categoría administrativa e histórica de Ciudad (OFG). Es considerada como ciudad dormitorio, porque más del cincuenta por ciento de sus habitantes trabaja en la Ciudad de Guatemala y otras localidades cercanas, sin embargo, existen muchas industrias que desde la década de 1960 se instalaron en el municipio: Casimires de Amatitlán (Novatex), IMCA Tappan, Jardines Mil Flores, pinturas Fuller, herramientas Collins, y transnacionales como Bayer y Cementos Tolteca entre las más importantes.

## Toponimia

### Nombre en castellano
Muchos de los nombres de los municipios y poblados de Guatemala constan de dos partes: el nombre del santo católico que se venera el día en que fueron fundados y una descripción con raíz náhuatl; esto se debe a que las tropas que invadieron la región en la década de 1520 al mando de Pedro de Alvarado estaban compuestas por soldados españoles y por indígenas tlaxcaltecas y cholultecas.
El significado del topónimo Amatitlán, deriva etimológicamente de la lengua náhuatl, es una palabra aglutinada que se estructura en la forma «Amatl» (español: «amate») y «Titlan» (español: «entre» o «rodeado»); «Amatl», pierde su terminación «tl» para unirse con la palabra «titlan» y, por lo tanto, el topónimo «Amatitlán» se traduce como: «entre amates» o «rodeado de amates»; aunque existen varias interpretaciones etimológicas, todas ellas coinciden en la raíz náhuatl generadora «amatl», vocablo que según Guillermo Salazar, en sus artículos sobre el Señorío del Indio, es voz nahoa que significa «papel».[cita requerida]

### Toponimia en pipil-poqomam
De acuerdo a Manuel García Elgueta, los habitantes precolombinos de la región, poqomames y pipiles, utilizaban la corteza y fibras de los árboles de amatle (Ficus glabrata) para escribir sus jeroglíficos y hacer sus pinturas, por lo que Amatitlán puede interpretarse como «ciudad de las cartas, de las letras o del correo». Los árboles de amatle eran abundantes en la región y aún ahora pueden encontrarse con facilidad. El glifo de Amatitlán era un rollo de papel atado con un mecatl. De tal manera que el nombre Amatitlán también se interpreta como «Lugar rodeado de amatles».

### Nombre en k'ach'ikel
Por otra parte, en varios documentos aparece Amatitlán con el nombre de «Chichoy», voz k'akch'ikel que significa «en el lugar de la laguna».[cita requerida]

## Demografía
Tomando en cuenta los censos poblacionales a partir de 1950, y de acuerdo con los datos presentados por el Centro de Estudios Urbanos y Regionales (CEUR) de la Universidad de San Carlos de Guatemala en febrero de 2007, el cronista Oscar Fajardo Gil realizó un estudio que estimaba la población de Amatitlán en el año 2010 en 100 456 habitantes 
En el censo realizad  en el año 2018 se estableció que la población de Amatitlán era de 144 305 habitantes para ese año. Y según las proyecciones para 2022 habría 152 296 habitantes dentro del municipio.

## Geografía física

### Topografía
El municipio de Amatitlán tiene una topografía irregular, quebrada en un 65%; con pequeños valles, el mayor de los cuales es ocupado por la cabecera municipal. Las alturas de las localidades oscilan entre los 1150 y los 2565 m s. n. m. Según la clasificación taxonómica de suelos de Simmons (1959), los suelos de la cuenca y el Lago Amatitlán corresponden a las categorías taxonómicas III, V y VII, de vocación forestal. La mayor parte del municipio es montañoso, y solamente la cabecera municipal y el caserío El Rincón ocupan terreno plano; los demás poblados quedan sobre estribaciones montañosas. De las catorce aldeas, doce quedan en el margen oriental del Lago de Amatitlán y únicamente dos sobre el margen occidental: Las Trojes y Agua de las Minas.[cita requerida]
| Tipo     | Nombres                                                                                  |
| -------- | ---------------------------------------------------------------------------------------- |
| Sierra   | Monterrico                                                                               |
| Montañas | Limón, Santa María, El Filón, La Cerra, La Mujer Dormida, Mal Paso, Silla de los Órganos |
| Cerros   | El Morlón, Cardona, La Mariposa, El Limón, Corado, La Pipa, Palencia y Hoja de Queso     |

## Lugares Poblados
Amatitlán se posiciona como el décimo cuarto municipio más poblado de Guatemala con un total de 116 711 habitantes hasta el Censo 2018 . El municipio alberga un total de 186 , incluidos aldeas, asentamientos, colonias, fincas y ciudad . Entre los  lugares más poblados, vive el 54% de población amatitlaneca.
A continuación un listado de los 15 lugares más poblados del municipio de Amatitlán:
| #         | Código    | Lugar                   | Tipo      | Población |
| --------- | --------- | ----------------------- | --------- | --------- |
| 1         | 114001    | Amatitlán               | Ciudad    | 17 059    |
| 2         | 114150    | Valle de la Mariposa    | Colonia   | 8 117     |
| 3         | 114005    | Agua de las Minas       | Aldea     | 6 817     |
| 4         | 114093    | Las Trojes              | Aldea     | 3 749     |
| 5         | 114017    | Cerro Corado            | Colonia   | 3 211     |
| 6         | 114021    | Colinas Unidas          | Colonia   | 2 939     |
| 7         | 114009    | Altos de la Cruz        | Colonia   | 2 850     |
| 8         | 114094    | Llano de Animas         | Aldea     | 2 815     |
| 9         | 114008    | Mesillas Bajas          | Aldea     | 2 716     |
| 10        | 114130    | San Jorge               | Colonia   | 2 510     |
| 11        | 114015    | Blandon de Cerezo       | Colonia   | 2 293     |
| 12        | 114036    | El Cerrito              | Aldea     | 2 091     |
| 13        | 114059    | El Salitre              | Colonia   | 2 062     |
| 14        | 114113    | Orquídeas Flor de Campo | Colonia   | 1 737     |
| 15        | 114100    | Los Humitos             | Aldea     | 1 732     |
| Amatitlán | Amatitlán | Amatitlán               | Amatitlán | 116 711   |

### Hidrografía: el Lago de Amatitlán

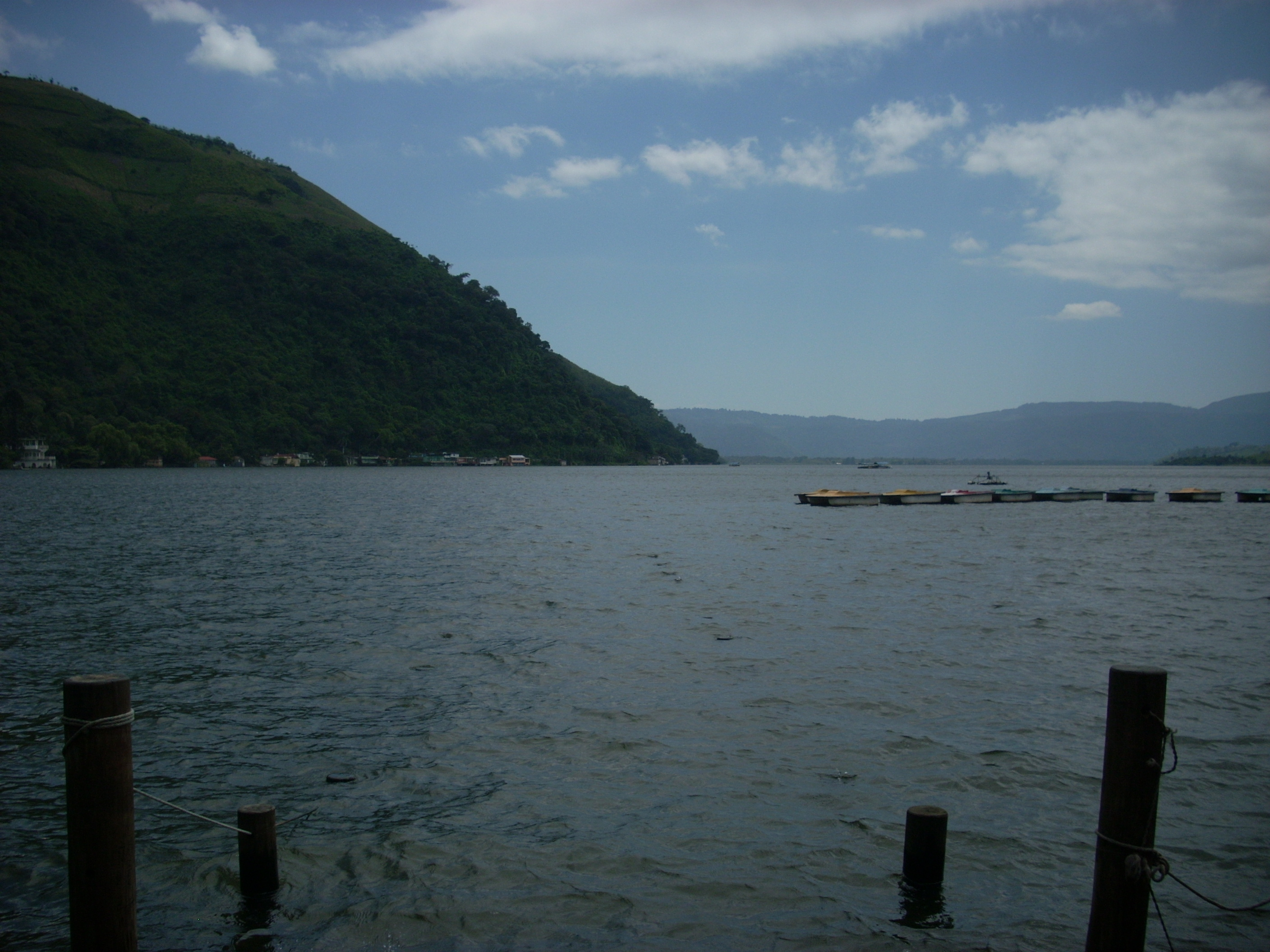
Lago de Amatitlán.

Hace más de 40 mil años, como producto de movimientos sísmicos y erupciones de los volcanes que rodean el valle de Amatitlán, se formó una gran cavidad y, dentro de ella, un impresionante lago que medía más de 40 kilómetros cuadrados de extensión. La erosión que durante miles de años ocasionó el correr de las aguas, más el efecto de los movimientos sísmicos, redujeron el lago que hoy conocemos a una extensión de 15 kilómetros cuadrados.
Un hecho histórico que marcó un rumbo decadente para el lago fue el traslado de la capital, en 1776, a su actual enclave. Esto dio origen a la explosión demográfica, con el consiguiente desorden en la utilización de los recursos: deforestación, mala utilización del suelo con fines agrícolas, distribución desordenada en el régimen de tenencia de la tierra e instalación dentro de la cuenca que desemboca en el lago de aproximadamente 1000 industrias de diversa índole, sin plantas de tratamiento funcionando.
La construcción del relleno en 1881, con el propósito de dar paso al ferrocarril, dividió físicamente al lago en dos partes, limitando el flujo natural de sus aguas. La apertura de la planta de generación de energía eléctrica La Laguna en la margen sur (1946) y el uso de sus aguas para hacer funcionar la central hidroeléctrica de Jurún Marinalá, han afectado considerablemente el comportamiento natural del lago. Ésta hidroeléctrica, administrada por el INDE, utiliza el lago como embalse mediante la colocación de compuertas, haciendo oscilar el nivel del agua de acuerdo a sus necesidades, hecho que afecta especialmente a las riberas y edificaciones instaladas en sus márgenes, causando igualmente diversos e irreparables daños a su cuerpo hídrico, con repercusiones en la flora y la fauna del lugar.
Se ha deforestado el 45% de los bosques originales y los restantes se encuentran en estado de explotación y deterioro, provocando problemas de erosión, sedimentación y disminución en la recarga de acuíferos.
Hacia 1996 se constituyó la Autoridad para el Manejo Sustentable de la Cuenca del Lago de Amatitlán (AMSA), entidad que con el financiamiento gubernamental y de diferentes gobiernos de países amigos y organizaciones no gubernamentales, ha desarrollado proyectos como: instalación de biobarda, instalación de aireadores, extracción de algas, basura y vegetación invasiva, limpieza de playas, campañas informativas y de concientización, construcción de tanques de sedimentación, etc., obteniendo avances importantes en la recuperación de este recurso natural. Las aguas del lago de Amatitlán se empiezan a ver nuevamente limpias, lo que ha permitido la reproducción de diferentes especies de peces y con esto, el retorno de las aves migratorias.

### Límites
Amatitlán está rodeado por municipios del Departamento de Guatemala, excepto al oeste, en que colinda con el departamento de Sacatepéquez:
|                                                | Norte: Villa Nueva |                        |
| Oeste: Sacatepéquez, departamento de Guatemala |                    | Este: Villa Canales    |
|                                                | Sur: Villa Canales | Sureste: Villa Canales |

### Clima
La ciudad de Amatitlán tiene clima tropical (Clasificación de Köppen: Aw); se localiza en la zona de bosque subtropical templado húmedo (Holdridge), que varía según las estaciones de invierno y verano, e influye en la dirección e intensidad de las corrientes eólicas. Los vientos predominantes en el día son Nornoreste, y en las madrugadas el viento Sur. Su clima es seco en los meses de verano y húmedo en los meses de invierno, con temperaturas promedio de 26 a 30 grados centígrados.
La época más lluviosa es en los meses de junio a septiembre; la precipitación pluvial se establece dentro del rango de 650 a 1500 mm al año.
| Parámetros climáticos promedio de Amatitlán | Parámetros climáticos promedio de Amatitlán | Parámetros climáticos promedio de Amatitlán | Parámetros climáticos promedio de Amatitlán | Parámetros climáticos promedio de Amatitlán | Parámetros climáticos promedio de Amatitlán | Parámetros climáticos promedio de Amatitlán | Parámetros climáticos promedio de Amatitlán | Parámetros climáticos promedio de Amatitlán | Parámetros climáticos promedio de Amatitlán | Parámetros climáticos promedio de Amatitlán | Parámetros climáticos promedio de Amatitlán | Parámetros climáticos promedio de Amatitlán | Parámetros climáticos promedio de Amatitlán |
| Mes                                         | Ene.                                        | Feb.                                        | Mar.                                        | Abr.                                        | May.                                        | Jun.                                        | Jul.                                        | Ago.                                        | Sep.                                        | Oct.                                        | Nov.                                        | Dic.                                        | Anual                                       |
| ------------------------------------------- | ------------------------------------------- | ------------------------------------------- | ------------------------------------------- | ------------------------------------------- | ------------------------------------------- | ------------------------------------------- | ------------------------------------------- | ------------------------------------------- | ------------------------------------------- | ------------------------------------------- | ------------------------------------------- | ------------------------------------------- | ------------------------------------------- |
| Temp. máx. media (°C)                       | 26.6                                        | 27.3                                        | 28.6                                        | 28.6                                        | 28.3                                        | 26.7                                        | 26.9                                        | 26.9                                        | 26.3                                        | 26.2                                        | 25.9                                        | 26.0                                        | 27                                          |
| Temp. media (°C)                            | 20.7                                        | 21.1                                        | 22.3                                        | 22.7                                        | 22.9                                        | 22.1                                        | 22.1                                        | 22.0                                        | 21.7                                        | 21.4                                        | 20.7                                        | 20.4                                        | 21.7                                        |
| Temp. mín. media (°C)                       | 14.9                                        | 15.0                                        | 16.0                                        | 16.9                                        | 17.5                                        | 17.5                                        | 17.3                                        | 17.1                                        | 17.1                                        | 16.6                                        | 15.6                                        | 14.9                                        | 16.4                                        |
| Precipitación total (mm)                    | 1                                           | 1                                           | 4                                           | 27                                          | 122                                         | 253                                         | 200                                         | 177                                         | 237                                         | 135                                         | 17                                          | 3                                           | 1177                                        |
| Fuente: Climate-Data.org                    |                                             |                                             |                                             |                                             |                                             |                                             |                                             |                                             |                                             |                                             |                                             |                                             |                                             |

## Gobierno municipal
Los municipios se encuentran regulados en diversas leyes de la República, que establecen su forma de organización, lo relativo a la conformación de sus órganos administrativos, tributos destinados para los mismos; esta legislación se encuentra dispersa en diversos niveles.  Ahora bien, que exista legislación específica para los municipios no significa que a estos no les sean aplicables las normas contenidas en otros cuerpos normativos, pues aunque se trata de entidades autónomas, las mismas se encuentran sujetas, al igual que todas las entidades de tal naturaleza, a la legislación nacional.
Específicamente, las principales leyes que rigen a los municipios en Guatemala desde 1985 son:
| N.º | Ley                                                | Descripción |
| --- | -------------------------------------------------- | --- |
| 1   | Constitución Política de la República de Guatemala | Le son aplicables diversos artículos generales de la misma, y además tiene una regulación legal específica en los artículos 253 al 262, que constituyen su base constitucional.                                                                                            |
| 2   | Ley Electoral y de Partidos Políticos              | Ley de carácter constitucional creada por la Asamblea Nacional Constituyente que aplicable a los municipios en diversos aspectos pero fundamentalmente en el tema de la conformación de sus autoridades electas, puesto que regula la manera en que se eligen y conforman. |
| 3   | Código Municipal                                   | Decreto 12-2002 del Congreso de la República de Guatemala. Tiene la categoría de ley ordinaria y contiene preceptos generales aplicables a todos los municipios, e inclusive contiene legislación referente a la creación de los municipios.                               |
| 4   | Ley de Servicio Municipal                          | Decreto 1-87 del Congreso de la República de Guatemala. Regula las relaciones entra la municipalidad y los servidores públicos en materia laboral. Tiene su base constitucional en el artículo 262 de la constitución que ordena la emisión de la misma.                   |
| 5   | Ley General de Descentralización                   | Decreto 14-2002 del Congreso de la República de Guatemala. Regula el deber constitucional del Estado, y por ende del municipio, de promover y aplicar la descentralización y desconcentración económica y administrativa.                                                  |

El gobierno de los municipios de Guatemala está a cargo de un Concejo Municipal, de conformidad con el artículo 254 de la Constitución Política de la República de Guatemala, que establece que «el gobierno municipal será ejercido por un concejo municipal». A su vez, el código municipal —que tiene carácter de ley ordinaria y contiene disposiciones que se aplican a todos los municipios de Guatemala— establece en su artículo 9 que «el concejo municipal es el órgano colegiado superior de deliberación y de decisión de los asuntos municipales […] y tiene su sede en la circunscripción de la cabecera municipal». Por último, el artículo 33 del mencionado código establece que «[le] corresponde con exclusividad al concejo municipal el ejercicio del gobierno del municipio».
El concejo municipal se integra de conformidad con lo que establece la Constitución en su artículo 254, es decir «se integra con el alcalde, los síndicos y concejales, electos directamente por sufragio universal y secreto para un período de cuatro años, pudiendo ser reelectos». Al respecto, el código municipal en el artículo 9 establece «que se integra por el alcalde, los síndicos y los concejales, todos electos directa y popularmente en cada municipio de conformidad con la ley de la materia».
Existen también las Alcaldías Auxiliares, los Comités Comunitarios de Desarrollo (COCODE), el Comité Municipal del Desarrollo (COMUDE), las asociaciones culturales y las comisiones de trabajo. Los alcaldes auxiliares son elegidos por las comunidades de acuerdo a sus principios, valores, procedimientos y tradiciones, estos se reúnen con el alcalde municipal el primer domingo de cada mes. Los Comités Comunitarios de Desarrollo y el Consejo Municipal de Desarrollo tiene como función organizar y facilitar la participación de las comunidades priorizando necesidades y problemas así como buscar la solución de los mismos.
Los alcaldes que ha habido en el municipio son:
- 2008-2012: Mainor Guillermo Orellana Mazariegos
- 2012-2016: Mainor Guillermo Orellana Mazariegos
- 2016-2020: Mara Marroquín Flores
- 2020-2024: Mainor Guillermo Orellana Mazariegos
- 2024-2028: Mainor Guillermo Orellana Mazariegos

## Historia
Amatitlán era un importante asentamiento poqomam que formaba parte de una extensa región con Palín y los Petapas. Hacia 1520-25, cuando ocurrió la conquista del territorio guatemalteco por los españoles comandados por el capitán Pedro de Alvarado, el principal centro poqomam se ubicaba en la actual Chinautla, 12 kilómetros al norte de la actual capital. Después de la victoria española, la mayoría de poqomames fueron trasladados a un lugar llamado Santo Domingo de Mixco, 17 kilómetros al occidente del actual centro capitalino.
Según el cronista español Fuentes y Guzmán: Pampichí o Pampichín (cerca o dentro de las flores) estaba situado al pie de la montaña sobre la ribera meridional del lago. Resulta ser que el primitivo y original pueblo de los indios de Amatitlán sufrió dos traslaciones, la primera hacia Tzacualpa y la segunda hacia el valle donde se encuentra actualmente.
El segundo asiento de Amatitlán promediando el siglo XVII, después de haber estado en Pampichín, que pudo haber sido la actual finca y caserío Belén, fue en Zacualpa o Tzacualpa. Este paraje puede identificarse con toda precisión como el actual sitio arqueológico Amatitlán, al sur de la desembocadura del lago de Amatitlán que es el origen del río Michatoya, al oeste de El Morlón, al norte del puente La Gloria que antiguamente se llamaba del Molino, y al lado este de la actual ciudad cabecera, a unos 1,240 metros SNM. Se cree del caso mencionar que la planicie en su cima se estima suficiente para haber dado cabida a la población que se calcula tuvo.[cita requerida]
Remesal, en el libro 11 capítulo IV de su historia, dice que el presidente Cerrato hizo donación de la laguna de Amatitlán a los padres de Santo Domingo, y que fue fray Jerónimo (o fray Diego) Martínez quien pasó el pueblo a donde está ahora, junto a otros de la comarca. Se considera el 24 de junio de 1549 como la fecha de fundación de San Juan Amatitlán, cuando era Presidente don Alonzo López de Cerrato. Según Ernesto Chinchilla Aguilar, el fundador de Amatitlán fue Fray Diego Martínez. Por su parte, el historiador Guillermo Zúñiga Diéguez coincide en la fecha aunque señala que el encargado del traslado del poblado a donde se asienta actualmente estuvo a cargo de Fray Jerónimo Martínez.
En la Institución Smithsoniana de Washington D. C., se encuentra el original del Libro de Cuentas del Pueblo de San Juan Amatitan, llevado simultáneamente en dos idiomas indígenas, poqomam y pipil, así como en español, firmado por Francisco, Ajtzib, racun Don Juan Ajval, o sea Francisco, escribiente o secretario del cacique, o señor de vasallos Don Juan. Las fechas que registra el Libro de Cuentas están comprendidas entre los años de 1559 a 1562; es decir, cuando la población ya reducida tendría una escasa década de desarrollo. Suministra valiosos datos sobre el sistema entonces vigente de los tributos, castigos pecuniarios y gastos de la comunidad.

### Convento y doctrina de los dominicos

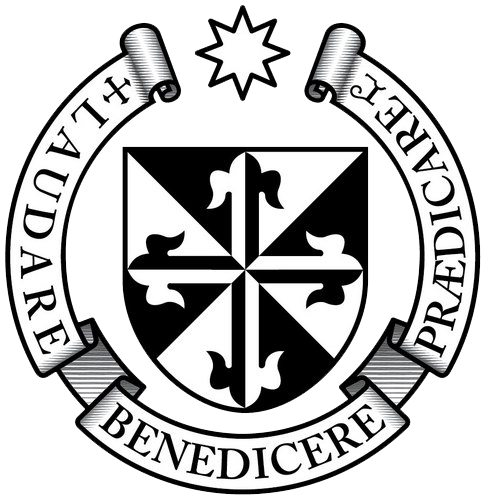
Escudo de la Orden de Predicadores.

La Corona española se enfocó en la catequización de los indígenas; las congregaciones fundadas por los misioneros reales en el Nuevo Mundo fueron llamadas «doctrinas de indios» o simplemente «doctrinas». Originalmente, los frailes tenían únicamente una misión temporal: enseñarle la fe católica a los indígenas, para luego dar paso a parroquias seculares como las establecidas en España; con este fin, los frailes debían haber enseñado los evangelios y el idioma español a los nativos. Ya cuando los indígenas estuvieran catequizados y hablaran español, podrían empezar a vivir en parroquias y a contribuir con el diezmo, como hacían los peninsulares.
Pero este plan nunca se llevó a cabo, principalmente porque la corona perdió el control de las órdenes regulares tan pronto como los miembros de éstas se embarcaron para América. Por otra parte, protegidos por sus privilegios apostólicos para ayudar a la conversión de los indígenas, los misionares solamente atendieron a la autoridad de sus priores y provinciales, y no a la de las autoridades españolas ni a las de los obispos. Los provinciales de las órdenes, a su vez, únicamente rendían cuentas a los líderes de su orden y no a la corona; una vez habían establecido una doctrina, protegían sus intereses en ella, incluso en contra de los intereses del rey y de esta forma las doctrinas pasaron a ser pueblos de indios que se quedaron establecidos para todo el resto de la colonia.
Las doctrinas fueron fundadas a discreción de los frailes, ya que tenían libertad completa para establecer comunidades para catequizar a los indígenas, con la esperanza de que estas pasaran con el tiempo a la jurisdicción de una parroquia secular a la que se le pagaría el diezmo; en realidad, lo que ocurrió fue que las doctrinas crecieron sin control y nunca pasaron al control de parroquias; se formaron alrededor de una cabecera en donde tenían su monasterio permanente los frailes y de dicha cabecera salían a catequizar o visitar las aldeas y caseríos que pertenecían a la doctrina, y que se conocían como anexos, visitas o pueblos de visita.
La administración colectiva por parte del grupo de frailes eran la característica más importante de las doctrinas ya que garantizaba la continuación del sistema de la comunidad en caso falleciese uno de los dirigentes.
En 1638, los dominicos separaron a sus grandes doctrinas —que les representaban considerables ingresos económicos— en grupos centrados en sus seis conventos:  Los conventos estaban en: la ciudad de Santiago de los Caballeros de Guatemala, Amatitlán, Verapaz, Sonsonate, San Salvador y Sacapulas. Específicamente el convento de Amatitlán, la doctrina abarcaba los poblados de Amatitlán, Petapa, Mixco y San Cristóbal.

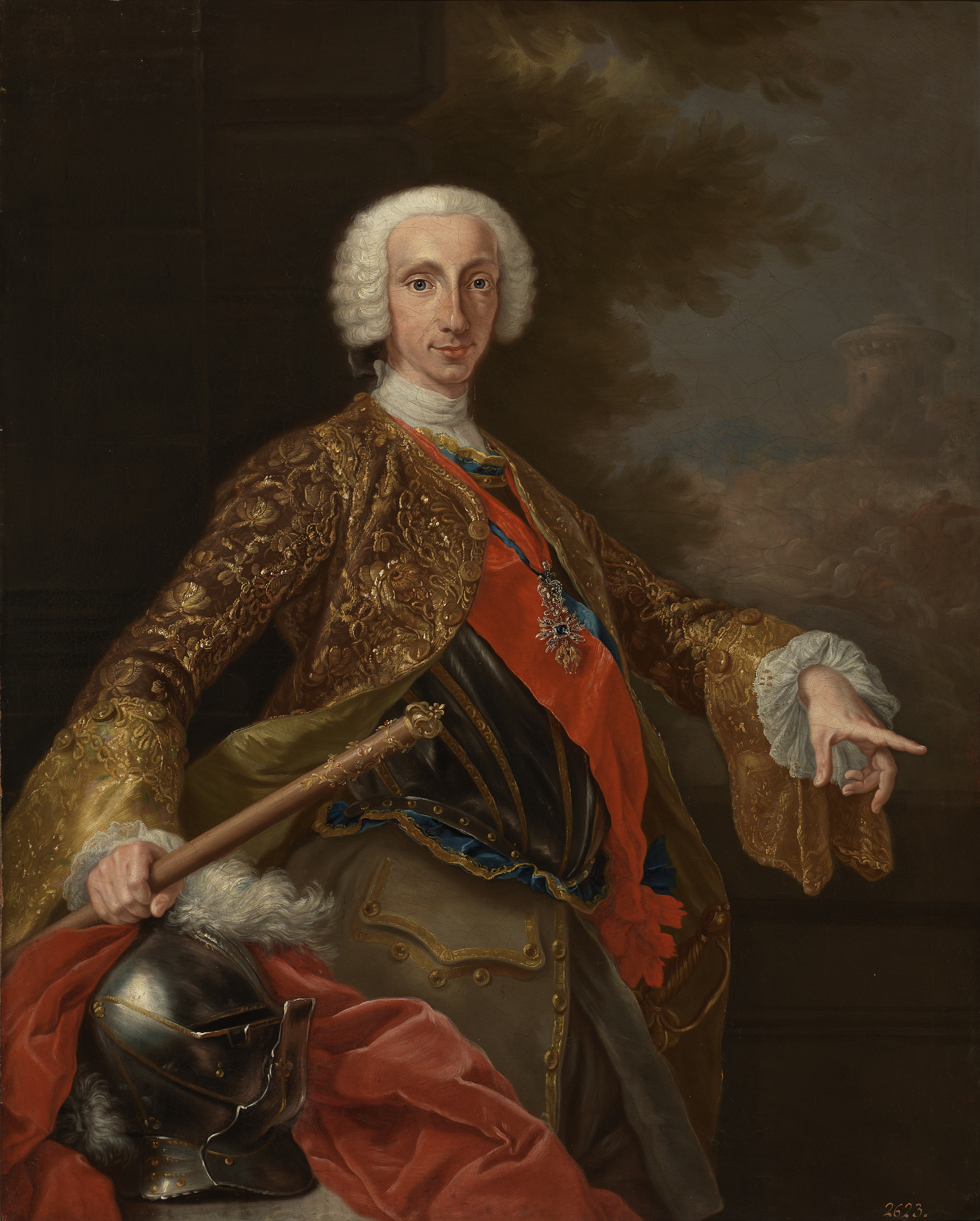
Rey Carlos III de España, promotor de las reformas borbónicas.

En 1754, en virtud de una Real Cédula parte de las Reformas Borbónicas, todos los curatos de las órdenes regulares fueron traspasados al clero secular.
En 1765 se publicaron las reformas borbónicas de la Corona española, que pretendían recuperar el poder real sobre las colonias y aumentar la recaudación fiscal. Con estas reformas se crearon los estancos para controlar la producción de las bebidas embriagantes, el tabaco, la pólvora, los naipes y el patio de gallos. La real hacienda subastaba el estanco anualmente y un particular lo compraba, convirtiéndose así en el dueño del monopolio de cierto producto. Ese mismo año se crearon cuatro subdelegaciones de la Real Hacienda en San Salvador, Ciudad Real, Comayagua y León y la estructura político administrativa de la Capitanía General de Guatemala cambió a quince provincias:
Además de esta redistribución administrativa, la Corona española estableció una política tendiente a disminuir el poder de la Iglesia católica, el cual hasta ese momento era prácticamente absoluto sobre los vasallos españoles. Esta política de disminución de poder de la iglesia se basaba en la Ilustración.

### Tras la Independencia de Centroamérica
El Estado de Guatemala fue definido de la siguiente forma por la Asamblea Constituyente de dicho estado que emitió la constitución del mismo el 11 de octubre de 1825: «el estado conservará la denominación de Estado de Guatemala y lo forman los pueblos de Guatemala, reunidos en un solo cuerpo.  El estado de Guatemala es soberano, independiente y libre en su gobierno y administración interior.»
Amatitlán fue uno de los municipios originales del Estado de Guatemala fundado en 1825; estaba en el departamento de Guatemala/Escuintla, cuya cabecera era la Nueva Guatemala de la Asunción, y tenía a los municipios de Guatemala, Amatitlán, Escuintla, Mixtán, Jalpatagua, Guazacapán y Cuajiniquilapa.
Asimismo, la constitución del Estado de Guatemala promulgada el 11 de octubre de 1825 también estableció los circuitos para la administración de justicia en el territorio del Estado; allí se menciona que Amatitlán pertenía al circuito Sur-Guatemala junto con los barrio de las parroquias de Santo Domingo y de Los Remedios, y los poblados de San Pedro Las Huertas, Ciudad Vieja, Guadalupe, Pinula, Arrazola, los Petapas, Villa Nueva y Mixco.

### Expulsión de los dominicos
Los criollos liberales quisieron eliminar el poder del clero regular y de los conservadores guatemaltecos; así, en 1829, tras el derrocamiento del gobernador conservador Mariano de Aycinena y Piñol y la derrota del Clan Aycinena en la guerra civil centroamericana, tanto los conservadores como las órdenes regulares de la Iglesia Católica —entre ellas la Orden de Predicadores— fueron expulsados de Centroamérica.

### Creación del departamento de Amatitlán

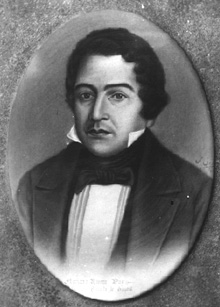
Retrato de Mariano Rivera Paz, gobernador del Estado de Guatemala que instituyó a Amatilán como distrito independiente en 1839.

Tras la Independencia de Centroamérica y durante el gobierno de Mariano Rivera Paz, por decreto del 6 de noviembre de 1839, Amatitlán formó un distrito independiente junto con Palín y Villa Nueva para su gobierno político. El decreto del 6 de noviembre de 1839 textualmente dice:
1. «La ciudad de Amatitlán, San Cristóbal Palín, Villa Nueva, San Miguel y Santa Inés Petapa y todos los lugares anexos a estas poblaciones compondrán un distrito independiente para el gobierno político y será a cargo de un teniente corregidor, que ejercerá sus funciones con arreglo a la ley de 2 de octubre de este año y gozará la dotación de mil pesos anuales».
2. «En el mismo distrito se establecerá un Juez de primera instancia para la administración de Justicia.»[27]

El distrito cambió su nombre y categoría a departamento, pasando a ser el Departamento de Amatitlán conforme acuerdo del Ejecutivo del 8 de mayo de 1866 del gobierno del mariscal Vicente Cerna y Cerna.

### Terremoto de 1874
De acuerdo al periódico estadounidense The New York Times, el terremoto de Guatemala del 3 de septiembre de 1874 fue el más devastador de los que se registraron en ese año en todo el mundo. No solamente se destruyó completamente el pueblo de Parramos,
 sino que bandas de forajidos armados con cuchillos y otras armas punzocortantes intentaron asaltar a los damnificados y robarles lo poco que les quedaba; afortunadamente, las bandas fueron capturadas por la policía del gobierno del general Justo Rufino Barrios y ejecutadas sumariamente.
Un testigo relató que el terremoto se sintió como una combinación de una larga serie de movimientos verticales y horizontales que hacían que pareciera que el suelo se movía en forma de olas y que se elevaba hasta un pie de alto por encima de su nivel normal. Otro testigo indicó que el pueblo de San Miguel Dueñas quedó totalmente destruido, y quienes lograron sobrevivir salieron huyendo buscando áreas más seguras.  En total, hubo US$300,000 en pérdidas; los poblados afectados aparte de Antigua Guatemala, Dueñas, Parramos y Patzicía, fueron Jocotenango, San Pedro Sacatepéquez, Ciudad Vieja y Amatitlán.

### Abolición del departamento y creación del municipio de Amatitlán
El departamento de Amatitlán fue suprimido por decreto legislativo 2081 del 29 de abril de 1935 durante el gobierno del general Jorge Ubico. El decreto legislativo 2081 textualmente dice: «Considerando que es conveniente para los intereses del país la supresión del departamento de Amatitlán por tanto decreta:
- Artículo 1: Se suprime el departamento de Amatitlán
- Artículo 2: Los municipios de Amatitlán, Villa Nueva, San Miguel Petapa y Villa Canales quedan incorporados al de Guatemala y los de Palín y San Vicente Pacaya al de Escuintla.
- Artículo 3: El Ejecutivo dictará las medidas del caso para el cumplimiento, del presente decreto que entrará en vigor el 1.º de julio del corriente año».[27]

### Muerte del coronel Francisco Javier Arana

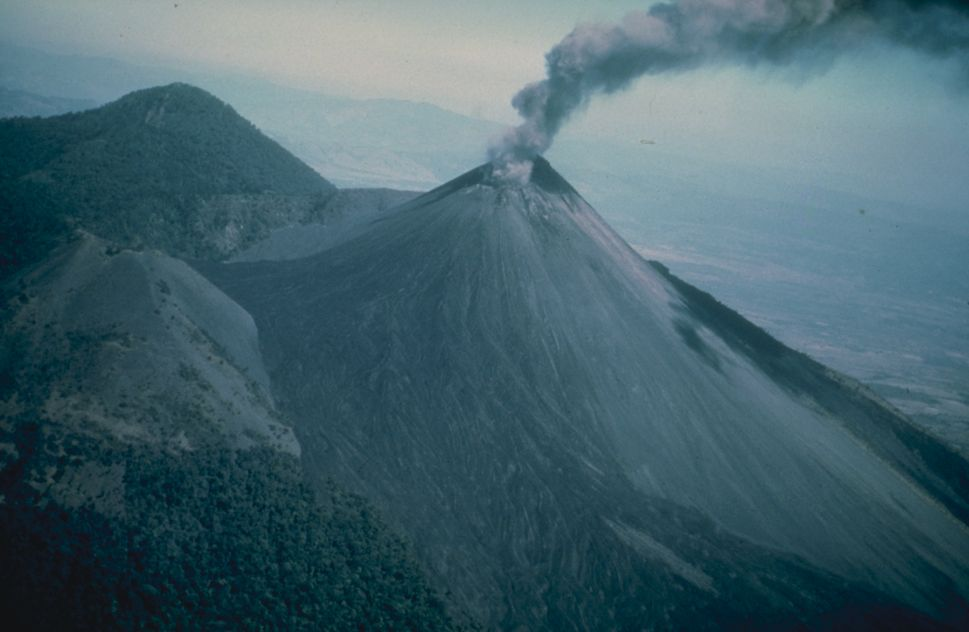
Volcán de Pacaya en Erupción en 1976.

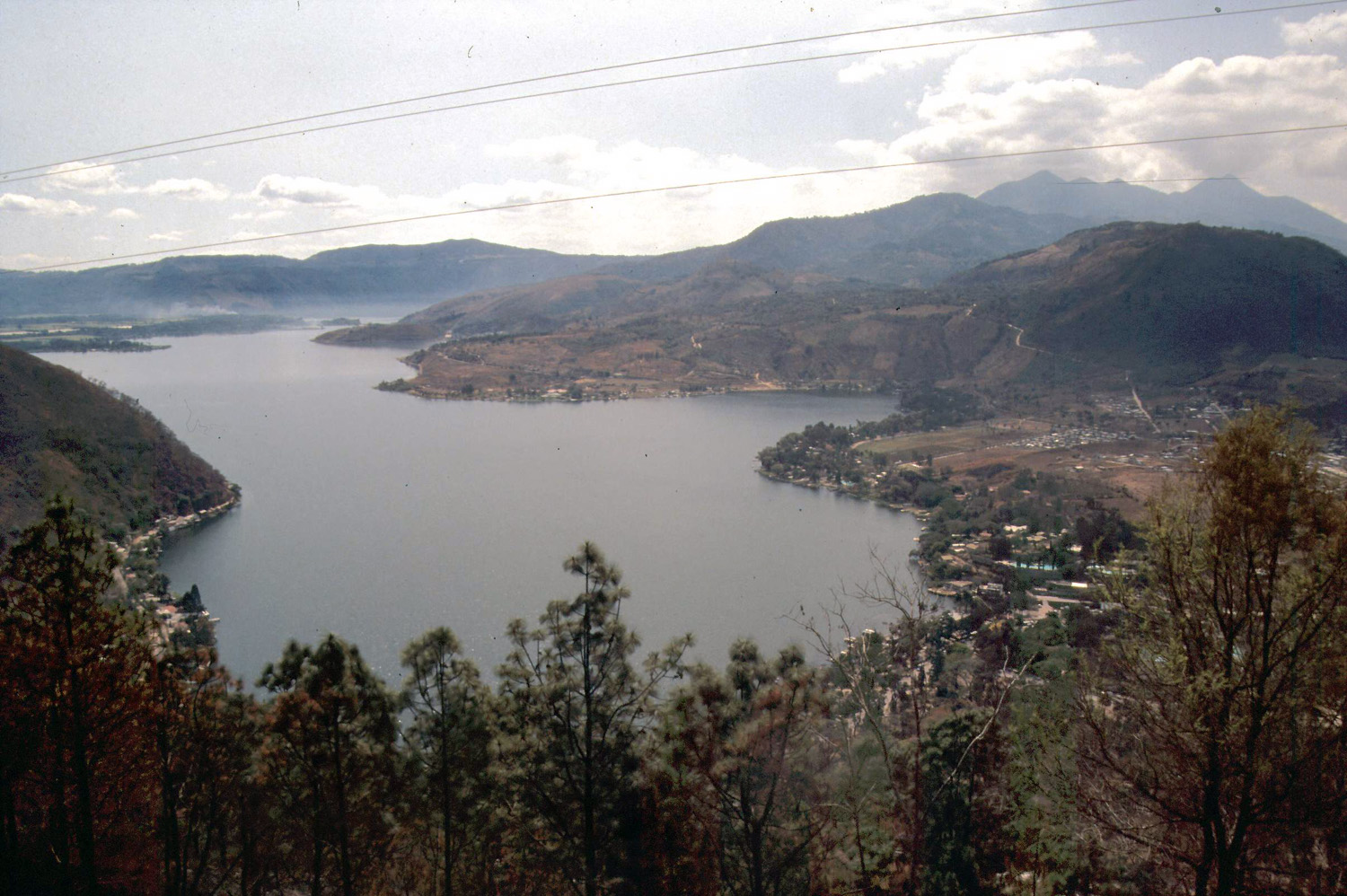
Vista del Lago de Amatitlán desde la montaña conocida como El Filón Villa Nueva.

La muerte del teniente coronel Francisco Javier Arana es de crítica importancia en la historia del país, pues fue un evento pivotal en la historia de la revolución guatemalteca: su muerte no solo abrió las puertas a la elección del coronel Jacobo Árbenz Guzmán como presidente de la república en 1950 sino que también provocó una aguda crisis en el gobierno del doctor Arévalo Bermejo, quien se vio enfrentado contra un ejército que había sido fiel al mayor Arana, y a grupos civiles de derecha que aprovecharon la ocasión para protestar fuertemente contra su gobierno.
El 15 de julio de 1949, el coronel Francisco Javier Arana, jefe de las Fuerzas Armadas de Guatemala presentó un ultimátum al presidente Juan José Arévalo diciéndole que para poder terminar su período presidencial, tendría que destituir a sus ministros y sustituirlos por allegados del militar. Seguro de su triunfo, dio hasta las 10:00 p. m. del 18 de julio para que se venciera el plazo. El lunes 18 de julio por la mañana, Arana se presentó en el palacio presidencial y le dijo a Arévalo en tono insolente y sarcástico que iba a El Morlón, la residencia presidencial a orillas del Lago de Amatitlán, para confiscar un lote de armas que Arévalo había escondido allí luego de que las autoridades mexicanas las confiscaran a un grupo de exiliados dominicanos a quienes el gobierno guatemalteco se las había regalado para derrocar a Rafael Leónidas Trujillo. Las armas habían sido sustraídas de la base militar del Puerto de San José y ahora iba a confiscarlas en la residencia presidencial. El historiador Piero Gleijeses considera que la visita de Arana a Arévalo fue «la de un hombre impulsivo cuya paciencia estaba agotada y que fue al palacio para presumir de su poder y para apurar al humillado presidente a que cumpliera con su ultimatum rápidamente». Pero en lugar de amedrentar a Arévalo, lo único que consiguió fue que este supiera en donde iba a encontrarse y pusiera en marcha el plan para sacarlo al exilio; hábilmente, Arévalo le sugirió que se llevara al coronel Felipe Antonio Girón -jefe de la guardia presidencial- lo que confirmó a Arana de su aparente triunfo y de que Arévalo y Árbenz jamás se le enfrentarían.
Arévalo llamó a Árbenz para que se hiciera cargo de la situación, y este envió a varios hombres armados, quienes salieron desde la capital en dos carros e iban bajo las órdenes del jefe de la policía, teniente coronel Enrique Blanco y por el diputador del PAR Alfonso Martínez, un oficial retirado y amigo de Árbenz. Cuando Arana regresaba y llegó al puente de La Gloria en Amatitlán, un Dodge gris estaba parado allí obstruyéndole el paso. Después de la corta balacera quedaron tres fallecidos: Arana, su asistente el mayor Absalón Peralta y el teniente coronel Blanco. Los testigos presenciales nunca confirmaron cual fue el detonante de los disparos y si la intención había sido capturar a Arana como estaba previsto.
Al conocerse la noticia de su muerte, la Guardia de Honor —cuartel leal al coronel Arana— se alzó en armas y se iniciaron los combates e la ciudad, pero finalmente el gobierno tomó el control debido al decisivo liderazgo de Árbenz y a que los alzados no contaban con un caudillo que los dirigiera.

## Organización Social
Las organizaciones sociales que apoyan a la comunidad son:
- Casa de la Cultura «Domingo Estrada», fundada en enero de 1965 como Círculo Cultural. Por Acuerdo Ministerial 267 del 19 de agosto de 1994 se convirtió en Casa de la Cultura. Durante 44 años ha sido integrada por personas que colaboran en forma ad honorem en la tarea de promover la cultura. Sus actividades anuales más importantes son: Juegos Florales Nacionales (mayo), Juegos Florales Juveniles (agosto) y Copa de Oratoria José Antonio Larrazábal (septiembre). Se apoyan otras manifestaciones y actividades culturales según la disponibilidad de recursos.

- XXIX Cía de Bomberos Voluntarios, fundada en noviembre de 1975. Institución benemérita de rescate y asistencia en situaciones de emergencia: incendios, accidentes de tránsito, accidentes laborales, accidentes comunes, traslado de enfermos y gestantes a centros hospitalarios, atención en situación de desastres naturales.

- Asociación Cristiana de Jóvenes, ACJ-YMCA llegó en abril de 1976 a Amatitlán por medio de un grupo de voluntarios uruguayos, argentinos y brasileños: Jorge Camors, Arturo Duarte. Ha promovido la recreación y la formación integral de jóvenes, especialmente de áreas precarias. Sus instalaciones fueron construidas en un terreno municipal otorgado en usufructo en 1982, ubicado aproximadamente 50 metros al sur del puente de la Gloria sobre el río Michatoya.

- Asociación de Comunicadores Sociales de Amatitlán ACSA; fundada el 24 de septiembre de 2005; tiene como fin agremiar al comunicador social amatitlaneco, capacitar y desarrollar sus habilidades en el periodismo y comunicación, año con año realizan la premiación para las ramas de fotografía, diseño gráfico, televisión, redacción y locución además de entregar la Orden Municipal "Efraín Alfredo Guzmán Monasterio" al comunicador social del año.

## Sitios Turísticos

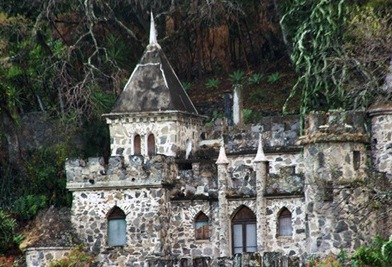
Castillo de Dorión. Construido entre 1935 y 1938, por el señor Carlos Dorión, a orillas del lago.

Lago de Amatitlán es el principal atractivo turístico de Amatitlán y el mayor reservorio de agua dulce en el centro de la república de Guatemala. Tiene una extensión aproximada de 15 km², con la forma de un ocho acostado con su punto más estrecho conocido como «El Relleno» en aldea El Cerrito. Es la sede del Centro Náutico que alberga a la Federación de Remo y Canotaje. Puede realizarse un paseo por sus aguas en lanchas de remo o de motor fuera de borda, también se practica el velerismo. En su playa principal se puede disfrutar de bocadillos tradicionales del lugar y escuchar música de corte «ranchero o norteño».

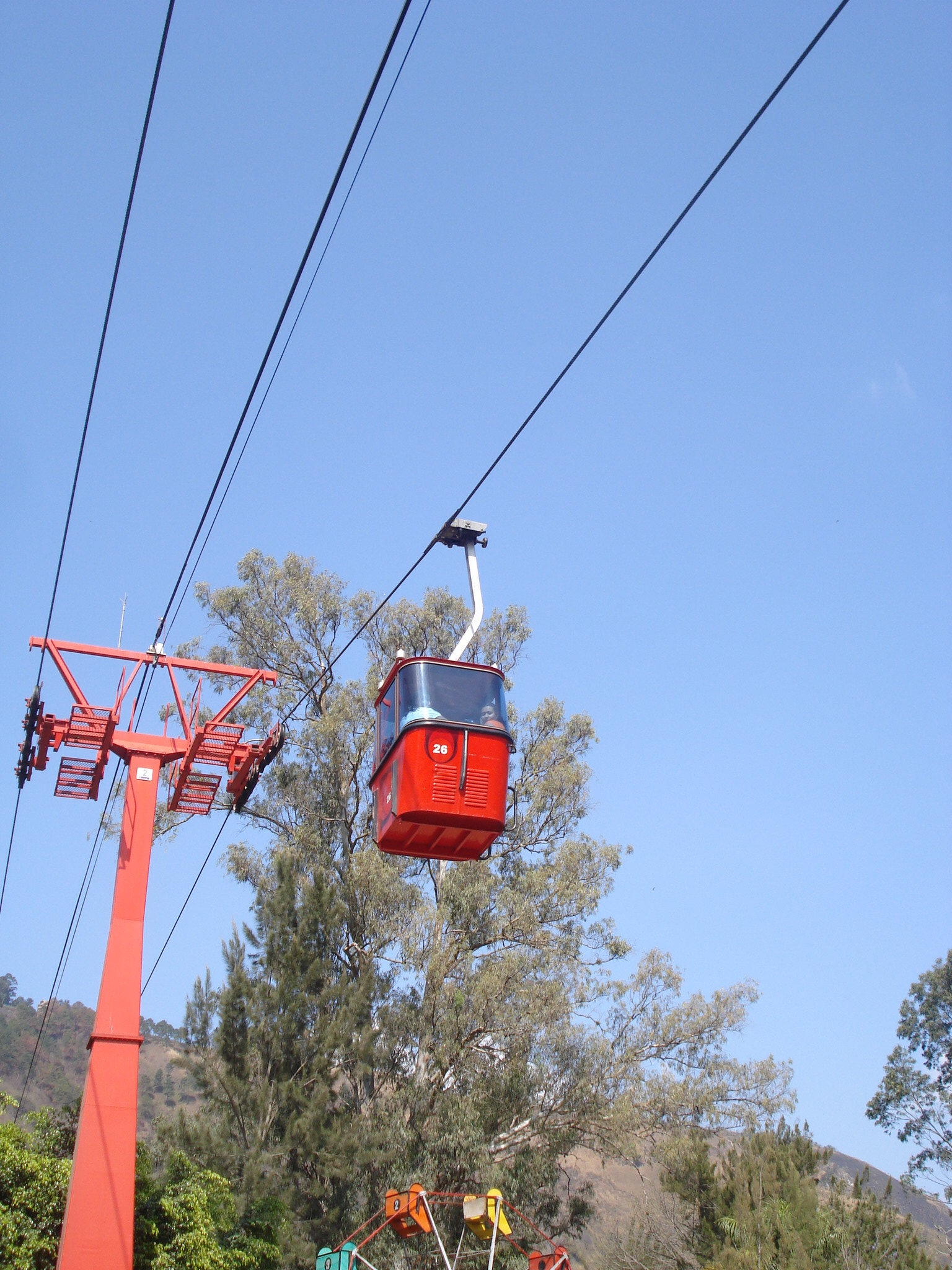
Teleférico.

Teleférico de Amatitlán: construido en 1978, estuvo fuera de servicio desde mediados de la década de 1990, hasta que fue reconstruido en febrero de 2006. Es uno de los más modernos en Centroamérica y sus góndolas hacen un recorrido de dos mil quinientos metros entre los Parques nacionales «Las Ninfas» y «El Filón».
El Filón es un cerro que se encuentra al norte de la ciudad de Amatitlán y es el límite natural entre este municipio y la Ciudad de Villa Nueva. Predominan especies forestales como pino, eucalipto, y ciprés. En el área se encuentra el Parque nacional «Naciones Unidas», incluyendo la Plaza Guatemala cuyas instalaciones cuentan con churrasqueras y áreas de acampada, vivarium, granja infantil, áreas múltiples de descanso, parque temático, canchas deportivas, representaciones de sitios arqueológicos de Guatemala y una plaza tipo colonial. En abril de 2010 fue sede del Campeonato Panamericano de Mountain Bike.
Laguna de Calderas, a 15 minutos al sur de la ciudad de Amatitlán y a 3 minutos de las faldas del Volcán Pacaya se encuentra el parque natural Calderas. Según el Instituto Geográfico Nacional, Calderas se encuentra a 1785 m s. n. m., lat. 142430, long. 903525. Celebra la festividad de San José, el 19 de marzo. Cuenta con numerosas actividades turísticas y deportivas.
Centro Recreativo Las Ninfas: Se localiza frente a la playa principal del lago de Amatitlán, a la par del teleférico. Empezó a funcionar en 1974 y es administrado por el Ministerio de Trabajo y Previsión Social.